# 新北市立金山高級中學
新北市立金山高級中學，簡稱金山高中、金中，為台灣新北市一所市立的高級中學。位於風景怡人北海岸金山地區，校園環境清幽自然，校風純樸。鄰近金山老街。

## 科別
本校為綜合高中，高中部每年級各設有六個班級，其中第一班為管樂班，第二三四六班皆為普通班級，而第五班為公立高中少有的原住民藝能專班，合計三個年級，共18班。國文、英文在原班上課。高中二年級分流時可選擇主修學程為學術社會學程、學術自然學程、資訊應用學程、餐飲服務學程；此外還有選修課可供選擇。
國中部除了普通班級外，亦有開設技藝專班、特教班，合計共21班。

## 校史

### 沿革
- 1946年：成立臺北縣立金山初級中學
- 1968年：8月實施九年國民教育，改名為臺北縣立金山國民中學。
- 1996年：增設高中普通科，改制為臺北縣立金山中學。
- 2000年：8月1日更名為臺北縣立金山高級中學。
- 2001年：高中部普通科轉型為綜合高中部，計有學術社會學程、學術自然學程、資訊應用學程、餐飲服務學程四個學程。
- 2010年：12月25日，因應臺北縣升格改制為新北市，改隸為新北市立金山高級中學。

### 歷任校長
| 任期 | 姓名       | 任職日期  | 離職日期  | 備註                                                           |
| ---- | ---------- | --------- | --------- | -------------------------------------------------------------- |
| 1    | 李金蟬先生 | 1946年8月 | 1948年8月 | 臺北縣金山鄉金山國民學校校長兼任。                             |
| 2    | 周景雲先生 | 1948年8月 | 1949年7月 |                                                                |
| 3    | 葉元琥先生 | 1949年8月 | 1950年2月 |                                                                |
| 4    | 董寶鏡先生 | 1950年8月 | 1953年2月 | 調任臺北縣立淡水初級中學                                       |
| 5    | 楊經緯先生 | 1953年2月 | 1962年9月 | 原臺北縣立淡水初級中學校長轉任                                 |
| 6    | 郭來勝先生 | 1962年9月 | 1966年8月 | 調任臺北縣立明志初級中學。                                     |
| 7    | 林丕格先生 | 1966年8月 | 1971年8月 | 調任臺北縣立永平國民中學。                                     |
| 8    | 戴光東先生 | 1971年8月 | 1982年1月 | 調任臺北縣立瑞芳國民中學。                                     |
| 9    | 李富光先生 | 1982年1月 | 1984年1月 | 原高雄縣立鳳甲國民中學校長轉任，調任臺北縣立鶯歌國民中學。     |
| 11   | 郭泮先生   | 1984年1月 | 1990年8月 | 調任臺北縣立永平國民中學。                                     |
| 12   | 吳鳴雪女士 | 1990年8月 | 1992年7月 | 調任臺北縣立三和國民中學。                                     |
| 13   | 謝茂水先生 | 1992年8月 | 1993年8月 | 原臺南縣立西港國民中學教務主任升任，調任臺南縣立將軍國民中學。 |
| 14   | 張世明先生 | 1993年8月 | 1996年7月 | 原臺北市立忠孝國民中學教師升任，調任臺北縣立碧華國民中學       |
| 15   | 陳政雄先生 | 1996年8月 | 2001年7月 | 原臺北縣立新泰國民中學校長轉任，任滿退休。                     |
| 16   | 張世明先生 | 2001年8月 | 2005年7月 | 原臺北縣立碧華國民中學校長轉任，調任臺北縣立樹林高級中學。     |
| 17   | 鍾雲英女士 | 2005年8月 | 2009年7月 | 原臺北縣立三民高級中學教務主任升任，調任臺北縣立安康高級中學。 |
| 18   | 林國泰先生 | 2009年8月 | 2012年7月 | 原臺北縣立安康高級中學校長轉任，任內退休。                     |
| 19   | 林美真女士 | 2012年8月 | 2016年7月 | 原新北市立竹圍高級中學校長轉任，任滿退休。                     |
| 20   | 賴來展先生 | 2016年8月 | 2022年7月 | 原新北市教育局社會教育科輔導員轉任。                           |
| 21   | 陳玉桂女士 | 2022年8月 | 現任      | 原新北市立萬里國民中學校長轉任。                               |

## 引用資料
1. 1 2 3 4 5  中華民國教育部統計處. .   [2022-02-27]. （原始内容存档于2022-04-05） （中文（臺灣））.

## 外部連結
- 新北市立金山高級中學 （页面存档备份，存于）